# Ruud Hesp
Rudolfus Hubertus Hesp (Bussum, Nizozemska, 31. listopada 1965.), poznatiji kao Ruud Hesp, je bivši nizozemski nogometni vratar i nacionalni reprezentativac. Danas radi kao trener vratara u nizozemskoj reprezentaciji.

## Karijera

### Klupska karijera
Ruud Hesp je svoju nogometnu karijeru započeo 1985. braneći za niželigaš HFC Haarlem. Nakon dvije sezone u klubu, Hesp prelazi u Fortunu Sittard za koju je igrao sljedećih sedam godina. Nakon toga, Ruud je 1994. postao novim vratarem Rode Kerkrade u kojoj je proveo tri sezone.
Poslije 12 godina karijere u Nizozemskoj, Ruud Hesp je transferiran u redove katalonskog diva FC Barcelone. Iste godine je za klub potpisao Hespov sunarodnjak Louis van Gaal kao novi trener kluba. Iako mu je konkurencija u klubu bio Vítor Baía, Hesp se izborio za mjesto standardnog vratara tako da je u sezoni 1997./98. branio u 73 od 76 utakmica La Lige. Te sezone Barcelona je osvojila dvostruku krunu, odnosno nacionalno prvenstvo i kup.
U svojoj posljednjoj sezoni u klubu (1999./00.) Hesp i mladi junior Francesc Arnau su se često izmjenjivali na vratima.
Nakon toga, Ruud Hesp se vraća u Nizozemsku, odnosno u Fortunu Sittard gdje se igrački umirovio 2002. u dobi od 37 godina.

### Reprezentativna karijera
Zanimljivo je spomenuti da je Ruud Hesp bio na popisu nizozemskih reprezentativaca za EURO 96' i Svjetsko prvenstvo 1998. ali nikada nije uspio izboriti nastup za nizozemsku reprezentaciju. Razlog tome je što je tada prvi reprezentativni vratar bio Edwin van der Sar a njegova zamjena Ed de Goey. Tako je Hesp mogao biti tek treći vratar u reprezentaciji.

### Trenerska karijera
Završetkom nogometne karijere, Hesp se posvetio treniranju tako da je od 2002. do 2006. bio trener vratara u klubu Roda Kerkrade dok je od 2006. trener vratara u nizozemskoj reprezentaciji.

## Osvojeni trofeji

### Klupski trofeji
| Klub          | Trofej          | Godina     |
| Nizozemska    | Nizozemska      | Nizozemska |
| ------------- | --------------- | ---------- |
| Roda Kerkrade | Nizozemski kup  | 1997.      |
| Španjolska    |                 |            |
| FC Barcelona  | La Liga         | 1998.      |
| FC Barcelona  | La Liga         | 1999.      |
| FC Barcelona  | Španjolski kup  | 1997.      |
| FC Barcelona  | Španjolski kup  | 1998.      |
| FC Barcelona  | Superkup Europe | 1997.      |

### Individualni trofeji
| Klub          | Trofej                   | Godina     |
| Nizozemska    | Nizozemska               | Nizozemska |
| ------------- | ------------------------ | ---------- |
| Roda Kerkrade | Nizozemski vratar godine | 1989.      |

## Vanjske poveznice
- Profil igrača
- Profil igrača na web stranici Rode Kerkrade  Arhivirana inačica izvorne stranice od 11. ožujka 2007. (Wayback Machine)
- Profil igrača